# Український штаб партизанського руху
Український штаб партизанського руху (УШПР) — орган керівництва радянськими партизанськими формуваннями України упродовж Другої світової війни. Створений 30 травня 1942 року постановою Ставки Верховного Головнокомандування СРСР.
Підпорядковувався Центральному штабові партизанського руху, а в оперативному плані — Військовій раді Південно-Західного напрямку. Начальником УШПР був призначений заст. наркома внутрішніх справ УРСР Т. А. Строкач, його заступником — секретар ЦК КП(б)У М. С. Співак, уповноваженим представником Військової ради Південно-Західного напрямку був І. В. Виноградов. З середини березня 1943 УШПР став оперативно підпорядковуватися ДКО СРСР. Тоді ж керівництво партизанським рухом в Україні в цілому було покладене на ЦК КП(б)У, а в оперативному плані — на УШПР. У зв'язку з розформуванням ЦШПР відповідальність за розвиток партизанського руху в межах Сумської, Чернігівської та інших областей Лівобережної України покладалася на представництво УШПР при військових радах Південно-Західного та Південного фронтів, а на території Правобережжя — безпосередньо на УШПР.
Після звільнення України штаб надавав допомогу партизанському рухові Польщі, Чехословаччини, Угорщини та Румунії. Розформований 23 грудня 1945.